# Gordon Greer
Gordon Greer (Glasgow, 14 dicembre 1980) è un ex calciatore scozzese, di ruolo difensore.

## Caratteristiche tecniche
In possesso di doti da leader - che gli consentono di guidare con autorevolezza il reparto arretrato - è un difensore centrale, abile nel gioco aereo e in grado di impostare l'azione dalle retrovie.

## Carriera

### Club
Dopo aver esordito tra i professionisti con il Clyde in Scozia, nel 2001 passa al Blackburn per 250.000 sterline. Esordisce con i Rovers il 12 agosto 2001 contro l'Oldham in Carling Cup.
Il 23 luglio 2007 lascia il Kilmarnock dopo quattro stagioni, passando a parametro zero al Doncaster, con cui firma un biennale.
Il 13 luglio 2010 il Brighton & Hove ne annuncia il tesseramento per tre stagioni. Nominato capitano della squadra, esordisce - complice una squalifica rimediata la stagione precedente - con i Seagulls alla seconda giornata di campionato contro il Rochdale (2-2 il finale), venendo espulso per fallo da ultimo uomo sul risultato di 1-0, per aver rifilato una gomitata in area di rigore ad Anthony Elding, causando il conseguente calcio di rigore che ristabilisce la parità tra le due formazioni.
A fine stagione il suo contributo risulterà decisivo nella promozione in Championship della squadra, ottenuta con cinque giornate d'anticipo. Il 20 maggio 2016 la società comunica che il difensore lascerà la squadra a fine stagione.
Il 2 agosto 2016 torna al Blackburn, firmando un contratto valido per una stagione.

### Nazionale
Esordisce in nazionale il 15 novembre 2013 contro gli Stati Uniti in coppia con Grant Hanley al centro della difesa, diventando - all'età di 32 anni, 11 mesi e 1 giorno - il secondo calciatore più anziano ad indossare la divisa della selezione scozzese dopo Ronnie Simpson (che esordì con i britannici 1967 a 36 anni, 6 mesi e 4 giorni).

## Statistiche

### Presenze e reti nei club
Statistiche aggiornate al 2 gennaio 2017.
| Stagione                | Squadra                 | Campionato              | Campionato | Campionato | Coppe nazionali | Coppe nazionali | Coppe nazionali | Coppe continentali | Coppe continentali | Coppe continentali | Altre coppe | Altre coppe | Altre coppe | Totale | Totale |
| Stagione                | Squadra                 | Comp                    | Pres       | Reti       | Comp            | Pres            | Reti            | Comp               | Pres               | Reti               | Comp        | Pres        | Reti        | Pres   | Reti   |
| ----------------------- | ----------------------- | ----------------------- | ---------- | ---------- | --------------- | --------------- | --------------- | ------------------ | ------------------ | ------------------ | ----------- | ----------- | ----------- | ------ | ------ |
| 2000-2001               | Clyde                   | FD                      | 30         | 0          | SC+CdL          | 1+2             | 0               | -                  | -                  | -                  | -           | -           | -           | 33     | 0      |
| 2001-2002               | Blackburn               | PL                      | 0          | 0          | FACup+CdL       | 0+1             | 0               | -                  | -                  | -                  | -           | -           | -           | 1      | 0      |
| 2002-gen. 2003          | Blackburn               | PL                      | 0          | 0          | FACup+CdL       | 0               | 0               | CU                 | 0                  | 0                  | -           | -           | -           | 0      | 0      |
| gen.-giu. 2003          | Stockport County        | SD                      | 5          | 1          | FACup+CdL       | -               | -               | -                  | -                  | -                  | FLT         | -           | -           | 5      | 1      |
| 2003-2004               | Kilmarnock              | SPL                     | 25         | 0          | SC+CdL          | 2+0             | 0               | -                  | -                  | -                  | -           | -           | -           | 27     | 0      |
| 2004-2005               | Kilmarnock              | SPL                     | 22         | 1          | SC+CdL          | 1+1             | 0               | -                  | -                  | -                  | -           | -           | -           | 24     | 1      |
| 2005-2006               | Kilmarnock              | SPL                     | 27         | 2          | SC+CdL          | 1+2             | 0               | -                  | -                  | -                  | -           | -           | -           | 30     | 2      |
| 2006-2007               | Kilmarnock              | SPL                     | 33         | 1          | SC+CdL          | 1+5             | 0+1             | -                  | -                  | -                  | -           | -           | -           | 39     | 2      |
| Totale Kilmarnock       | Totale Kilmarnock       | Totale Kilmarnock       | 107        | 4          |                 | 13              | 1               |                    | -                  | -                  |             | -           | -           | 120    | 5      |
| 2007-2008               | Doncaster Rovers        | FL1                     | 11         | 1          | FACup+CdL       | 2+2             | 0               | -                  | -                  | -                  | FLT         | 2           | 0           | 17     | 1      |
| 2008-gen. 2009          | Doncaster Rovers        | FLC                     | 1          | 0          | FACup+CdL       | 0               | 0               | -                  | -                  | -                  | -           | -           | -           | 1      | 0      |
| Totale Doncaster Rovers | Totale Doncaster Rovers | Totale Doncaster Rovers | 12         | 1          |                 | 4               | 0               |                    | -                  | -                  |             | 2           | 0           | 18     | 1      |
| gen.-giu. 2009          | Swindon Town            | FL1                     | 19         | 1          | FACup+CdL       | -               | -               | -                  | -                  | -                  | FLT         | -           | -           | 19     | 1      |
| 2009-2010               | Swindon Town            | FL1                     | 44+2       | 1          | FACup+CdL       | 3+2             | 1+0             | -                  | -                  | -                  | FLT         | 2           | 0           | 53     | 2      |
| Totale Swindon Town     | Totale Swindon Town     | Totale Swindon Town     | 63+2       | 2          |                 | 5               | 1               |                    | -                  | -                  |             | 2           | 0           | 72     | 3      |
| 2010-2011               | Brighton & Hove         | FL1                     | 32         | 0          | FACup+CdL       | 4+0             | 0               | -                  | -                  | -                  | FLT         | 0           | 0           | 36     | 0      |
| 2011-2012               | Brighton & Hove         | FLC                     | 42         | 1          | FACup+CdL       | 2+3             | 0               | -                  | -                  | -                  | -           | -           | -           | 47     | 1      |
| 2012-2013               | Brighton & Hove         | FLC                     | 38+2       | 1          | FACup+CdL       | 2+1             | 0               | -                  | -                  | -                  | -           | -           | -           | 43     | 1      |
| 2013-2014               | Brighton & Hove         | FLC                     | 40+2       | 1          | FACup+CdL       | 1+1             | 0               | -                  | -                  | -                  | -           | -           | -           | 44     | 1      |
| 2014-2015               | Brighton & Hove         | FLC                     | 37         | 2          | FACup+CdL       | 2+1             | 0               | -                  | -                  | -                  | -           | -           | -           | 40     | 2      |
| 2015-2016               | Brighton & Hove         | FLC                     | 20+2       | 0          | FACup+CdL       | 0+1             | 0               | -                  | -                  | -                  | -           | -           | -           | 23     | 0      |
| Totale Brighton & Hove  | Totale Brighton & Hove  | Totale Brighton & Hove  | 209+6      | 5          |                 | 18              | 0               |                    | -                  | -                  |             | 0           | 0           | 233    | 5      |
| 2016-2017               | Blackburn               | FLC                     | 18         | 0          | FACup+CdL       | 0+1             | 0               | -                  | -                  | -                  | -           | -           | -           | 19     | 0      |
| Totale Blackburn        | Totale Blackburn        | Totale Blackburn        | 18         | 0          |                 | 2               | 0               |                    | 0                  | 0                  |             | -           | -           | 20     | 0      |
| Totale carriera         | Totale carriera         | Totale carriera         | 444+8      | 12         |                 | 45              | 2               |                    | 0                  | 0                  |             | 4           | 0           | 501    | 15     |

### Cronologia presenze e reti in nazionale
| Cronologia completa delle presenze e delle reti in nazionale ― Scozia | Cronologia completa delle presenze e delle reti in nazionale ― Scozia | Cronologia completa delle presenze e delle reti in nazionale ― Scozia | Cronologia completa delle presenze e delle reti in nazionale ― Scozia | Cronologia completa delle presenze e delle reti in nazionale ― Scozia | Cronologia completa delle presenze e delle reti in nazionale ― Scozia | Cronologia completa delle presenze e delle reti in nazionale ― Scozia | Cronologia completa delle presenze e delle reti in nazionale ― Scozia |
| Data                                                                  | Città                                                                 | In casa                                                               | Risultato                                                             | Ospiti                                                                | Competizione                                                          | Reti                                                                  | Note                                                                  |
| --------------------------------------------------------------------- | --------------------------------------------------------------------- | --------------------------------------------------------------------- | --------------------------------------------------------------------- | --------------------------------------------------------------------- | --------------------------------------------------------------------- | --------------------------------------------------------------------- | --------------------------------------------------------------------- |
| 15-11-2013                                                            | Glasgow                                                               | Scozia                                                                | 0 – 0                                                                 | Stati Uniti                                                           | Amichevole                                                            | -                                                                     |                                                                       |
| 19-11-2013                                                            | Molde                                                                 | Norvegia                                                              | 0 – 1                                                                 | Scozia                                                                | Amichevole                                                            | -                                                                     |                                                                       |
| 5-3-2014                                                              | Varsavia                                                              | Polonia                                                               | 0 – 1                                                                 | Scozia                                                                | Amichevole                                                            | -                                                                     |                                                                       |
| 28-5-2014                                                             | Londra                                                                | Scozia                                                                | 2 – 2                                                                 | Nigeria                                                               | Amichevole                                                            | -                                                                     |                                                                       |
| 14-10-2014                                                            | Varsavia                                                              | Polonia                                                               | 2 – 2                                                                 | Scozia                                                                | Qual. Euro 2016                                                       | -                                                                     | 85’                                                                   |
| 25-3-2015                                                             | Glasgow                                                               | Scozia                                                                | 1 – 0                                                                 | Irlanda del Nord                                                      | Amichevole                                                            | -                                                                     |                                                                       |
| 29-3-2015                                                             | Glasgow                                                               | Scozia                                                                | 6 – 1                                                                 | Gibilterra                                                            | Qual. Euro 2016                                                       | -                                                                     | 46’                                                                   |
| 5-6-2015                                                              | Edimburgo                                                             | Scozia                                                                | 1 – 0                                                                 | Qatar                                                                 | Amichevole                                                            | -                                                                     |                                                                       |
| 11-10-2015                                                            | Loulé                                                                 | Gibilterra                                                            | 0 – 6                                                                 | Scozia                                                                | Qual. Euro 2016                                                       | -                                                                     |                                                                       |
| 29-3-2016                                                             | Glasgow                                                               | Scozia                                                                | 1 – 0                                                                 | Danimarca                                                             | Amichevole                                                            | -                                                                     | 87’                                                                   |
| 4-6-2016                                                              | Longeville-lès-Metz                                                   | Francia                                                               | 3 – 0                                                                 | Scozia                                                                | Amichevole                                                            | -                                                                     |                                                                       |
| Totale                                                                |                                                                       | Presenze                                                              | 11                                                                    |                                                                       | Reti                                                                  | 0                                                                     |                                                                       |

### Record

#### Con la nazionale scozzese
- Calciatore più anziano (32 anni, 11 mesi e 1 giorno) ad aver esordito in Nazionale.

## Palmarès

### Club

#### Competizioni nazionali
- Coppa di Lega inglese: 1

Blackburn: 2001-2002
- Football League One: 1

Brighton & Hove: 2010-2011

### Individuale
- PFA Football League One Team of the Year: 1[19]

2010-2011